# Richard Chandler
Pour les articles homonymes, voir Chandler.
Richard Chandler est un helléniste et archéologue britannique, né dans le Hampshire en 1738 et mort dans le Berkshire le 9 février 1810.
Marié en 1785, il a eu deux enfants.

## Éducation
Il fréquente le Winchester College à Winchester, The Queen's College à Oxford (1755) puis le Magdalen College également à Oxford (1757).

## Voyages
Les publications de Elegiaca Graeca. et de Marmora Oxoniensia. lui permirent d'être présenté par Wood à la Société des Dilettanti qui devait l'envoyer explorer l'Asie Mineure.
Chargé de faire des recherches sur les monuments antiques, il parcourut du 9 juin 1764 au 2 novembre 1766 l'Ionie, l'Attique, l'Argolide, l'Élide, et y recueillit une ample moisson de matériaux qu'il apporta en Grande-Bretagne et dont il publia la description.
Le but du voyage avait été fixé par la Société des Dilettanti : étudier le plus précisément possible les régions visitées afin de donner l'idée la plus complète possible de leur état ancien et de leur état actuel, en se concentrant plus spécifiquement sur les monuments antiques.
Chandler était le chef et le trésorier de l'expédition. Il devait se charger de tout l'aspect historique des travaux de l'équipe. Il devait aussi tenir un journal. Il eut pour compagnons : William Pars et Nicholas Revett.
Les récits de ces expéditions ressemblent plus à la Périégèse de Pausanias qu'à un compte rendu de recherches. L'archéologie reste alors une archéologie du visible. Les seules choses attirant l'attention étaient les monuments ou restes de monuments (colonne brisée, élément architectural réutilisé, ...) qui étaient directement appréhendables. Les fouilles de vérification étaient exceptionnelles.

### La mission confiée par les Dilettanti
Dans la lignée de l'expédition de Stuart et Revett à Athènes, la Société des Dilettanti décida d'envoyer en Ionie (Instructions données à MM Chandler, Revett et Pars., Préface de Voyages en Asie-Mineure et en Grèce) :

« une ou plusieurs personnes capables de recueillir des documents, et de faire des observations sur l'ancien état de ces contrées ainsi que sur les monuments d'antiquités (sic) qu'elles peuvent encore posséder »

« Vous vous procurerez les plans les plus exacts des bâtiments que vous verrez; vous en prendrez, autant que possible, toutes les dimensions; en un mot, votre tâche sera de faire avec soin les dessins des bas-reliefs et des ornements, de n'oublier aucune des vues que vous jugerez dignes d'être connues, de copier toutes les inscriptions que vous trouverez, et de marquer toutes les circonstances qui peuvent contribuer à donner l'idée la plus complète et la plus juste de l'état ancien et de l'état actuel de ces contrées. [...] [La Société] s'attend [...] [à ce] que vous lui rapportiez pour son instruction tout ce qui peut fixer l'attention de voyageurs curieux qui ne laissent rien échapper de ce qui mérite être recueilli. »

### Organisation matérielle
Les Dilettanti réunirent un historien, Richard Chandler, qui dirigeait l'expédition, un architecte, le même que pour l'expédition d'Athènes, Nicholas Revett, et un peintre William Pars, même si les dessins d'architecture revenaient à Revett.
L'Ionie fut prise dans son acceptation la plus large, puisque le petit groupe parcourut, de 1764 à 1766, depuis Smyrne où ils avaient installé leur "camp de base", selon les instructions de la Société, toute la côte d'Asie Mineure, de Troie au Nord à Statonicée au Sud, poussant jusqu'à Sardes et même Laodicée à l'Est, mais aussi, au retour s'arrêtant à Athènes, Sounion et Égine.
Leur parcours de l'Asie Mineure se déroula ainsi : dans tous les villages et petites villes traversées, toutes les antiquités rencontrées étaient recensées. Installés à Smyrne, il visitèrent le pays, guidés par Strabon, afin de localiser les villes antiques qu'ils désiraient explorer et décrire. Mais la Géographie. de Strabon ne fut pas leur seul guide ou référence. Ainsi, en décrivant Smyrne, Chandler fit appel à la situation de 1675, donc au voyage de Spon et Wheler :

« La grande partie des anciens tombeaux sont placés dans le pomœrium hors de la ville ; et en 1675, il en subsistait encore un qu'on avait eu la sottise de prendre pour un temple de Janus. »

Il utilisa aussi le récit de R.Pococke, A Description of the East., datant de 1745 :

« Pococke a donné la description de plusieurs tombeaux très anciens qu'il avait trouvés sur la croupe de la montagne [...]; mais je serais porté à croire que ce sont plutôt les restes de l'ancienne Smyrne. »

Comme on peut le constater, la référence à ces prédécesseurs n'était pas innocente, mais destinée à mettre en valeur une rectification effectuée par Chandler. Les précurseurs servaient de guide, au même titre que Strabon ou Pausanias ; mais on ne les suivait pas aveuglément, sachant s'en détacher voire les critiquer.

### Archéologie du visible
Comme Stuart et Revett, ce fut à une archéologie du visible que se livrèrent Chandler, Revett et Pars. Chandler écrivit :
- Sur la plaine de Troie :

« Nous vîmes d'abord une plaine vaste et unie qui sans doute fut autrefois le théâtre des batailles décrites dans L'Illiade. Nous vîmes des monuments héroïques et le fleuve Scamandre. »

Sur la Chersonèse:

« une grande partie des marbres que nous vîmes autour de la ville, dans les cimetières, y avaient été apportés des ruines de ces villes [Dardanos et Abydos]. »

« Nous vîmes près de la muraille du château, un grand chapiteau de l'ordre corinthien et un autel orné de festons. [...] On trouve près de l'autre bout de la ville un tombeau formé par un tertre dépouillé, où les restes sacrés de Protésilas furent, dit-on, autrefois renfermés ; et c'est là aussi que s'élevait son temple à qui ces fragments de marbre peuvent avoir appartenu. Protésilas fut un des chefs de l'expédition contre Troye (sic), et il fut tué par Hector. On l'honora dans la suite comme un héros, comme le protecteur ou la divinité tutélaire d'Eléûs. »

### L'exemple d'Éphèse
Lorsqu'elle explora Éphèse, l'expédition Chandler se trompa d'abord dans la localisation, prenant la ville turque d'Aïasaluck pour l'ancienne ville grecque, d'où une grande déception devant le peu de vestiges. Ayant enfin découvert l'emplacement de la ville, ils en décrivirent, comme l'annonça le titre du premier des chapitres consacrés à Éphèse, le trente-cinquième de l'ouvrage :

« Le stade. Le théâtre. L'Odéum. Le gymnase. Les rues. Temple. Tour carrée. Étendue de la ville. »

Pourtant, on reste dans le domaine du visible :

« Les vestiges de ce théâtre qui était très vaste, sont un peu plus loin, sur le côté de la [...] montagne ; quant aux ruines de la façade, tout a été emporté. Il y a dans les deux ailes plusieurs fragments d'architecture, et après une recherche exacte sur le côté voisin du stadium, nous découvrîmes une inscription sur une des arcades qui servaient autrefois de sortie. [...] En partant du théâtre auquel est joint une stoa ou portique, comme on peut s'en convaincre par les piédestaux et les bases de colonnes qui sont rangés le long de ce côté et cachés, en partie, dans la terre, on arrive à un vallon étroit. [...] Près de l'entrée, je vis dans un ruisseau un marbre avec une inscription, que je copiai, et nous distinguâmes quelques lettres sur une autre pierre enfoncée dans les décombres. [...] Vous trouvez dans le vallon des colonnes brisées et des morceaux de marbres et les vestiges d'un Odéum ou théâtre de musique, situé sur la pente du Mont Prion ; ce monument qui n'est pas d'une grande étendue, est dépouillé de ses sièges et de tous ses ornements. »

Plus loin, Chandler identifia un gymnase et il nota :

« On a peint sur le plafond d'une des niches des poissons au milieu des flots ; et parmi les fragments qui sont sur la façade, il y a deux troncs de statues d'une grande taille mais sans tête et presque enfouies. La draperie, qui dans les deux cas est la même, mérite d'être examinée. »

Les identifications de Chandler sont confirmées par les travaux des archéologues contemporains puisque la stoa appartient à l'Agora et que l'Odéon et le Gymnase dit "des jeunes filles" sont, par exemple, correctement localisés.  Ainsi, pratiquant uniquement une archéologie du visible, interprétant les vestiges situés au-dessus du niveau du sol, les érudits de l'expédition Chandler furent capables, grâce à leur connaissance de la littérature antique, surtout Strabon et Pausanias, ainsi que grâce à leur expérience d'habitués à l'étude de l'art et de l'architecture antique, d'identifier une bonne partie des ruines d'Éphèse.
Pourtant, le symbole d'Éphèse ne fut pas découvert :

« Le lecteur curieux ne manquerait pas de nous demander ce qu'est devenu le célèbre temple de Diane. Une des Merveilles du monde peut-elle s'évanouir comme un fantôme, sans laisser aucune trace après elle ? Nous voudrions bien pouvoir répondre à ces questions ; mais, à notre grand regret, nous n'avons pas été plus heureux que les voyageurs qui nous ont précédés, pour découvrir l'emplacement de cet édifice. »

Pourtant, Chandler fit appel à toutes ses connaissances de l'histoire et des textes antiques, parcourant les récits de Xerxés aux Goths puis au Christianisme, citant même les mesures prises par Pline. Il tenta de le localiser près du Stade, dans la plaine, pas trop loin de la ville, sur les ruines de ce qui fut ensuite identifié comme le Gymnase de Védius. Il ne subsiste rien de visible de ce temple, situé au pied de la colline d'Aïasaluck. Seules des fouilles, menées par des archéologues autrichiens à partir de 1895 ont pu le révéler.

### Des fouilles
Cependant, parfois, Chandler se livra à des fouilles de dégagement, pour repérer avec plus de précision un monument. À Athènes, il réussit à situer le théâtre de Dionysos, pourtant toujours invisible en 1828, sous le monument de Thrasyllos, là où on ne voyait alors qu'une cuvette cultivée, pour cela il aurait pratiqué des sondages afin de découvrir des traces de maçonnerie pour étayer sa localisation.

### Résultats
Cette expédition ne ramena en Grande-Bretagne que quelques inscriptions originales, dont une provenant de l'Érechthéion, données par la Société des Dilettanti au British Museum en 1785. En effet, tous les résultats des travaux, dessins, journaux de bord ou antiquités collectées appartenaient en propre à la Société qui avait apporté les fonds. Il est cependant intéressant de constater que l'expédition Chandler fut la première à associer la recherche d'antiquités, comme les agents des nobles anglais du XVIIe siècle, à un travail scientifique d'études des monuments, comme Spon, Pococke ou Stuart.
Si Chandler avait utilisé Strabon, Spon ou Pococke, il devint lui aussi ensuite une référence. En effet, à propos d'Éphèse, un voyageur de la fin du XVIIIe siècle,  J.B.S Morritt of Rokeby écrivit :

« Dans les ruines d'Éphèse, l'architecture est complètement détruite, et est éparpillée sur le sol ; les restes sont pour certains encore magnifiques et particulièrement les grandes colonnes flûtées que Chandler suppose être celles d'un temple construit par Auguste. »

Il ajouta :

« Nous pensons que nous avons découvert des traces évidentes de deux temples, un en face du stade, l'autre un peu derrière la ville, sur une colline, et qui ne sont pas signalés par Chandler. »

Il ne faut pas condamner cette archéologie du visible, malgré l'aspect superficiel de son travail, car elle fut une étape de la redécouverte de la Grèce antique. En n'étudiant que les vestiges au-dessus du niveau du sol, elle fut capable de reconnaître et de localiser bon nombre de bâtiments. Chandler, Revett et Pars posèrent les grands jalons d'une étude d'abord continuée dans la même voie, celle du visible, par leurs successeurs immédiats, mais très vite, ceux-ci changèrent leur recherche, passant d'un intérêt pour les monuments à un intérêt pour les objets, lorsque la mode fut aux collections d'antiquités, mettant ainsi en place un nouveau type de recherches.

## Carrière universitaire
Son voyage lui permit de gravir les échelons de l'Université (1772 senior proctor, 1773 BD en avril et DD en décembre), avant de la quitter pour se marier et de se retirer comme pasteur près de Reading.
Chandler fut surtout le guide officiel pour tous les voyageurs partant en Grèce, en tout cas avant la naissance des Guides Baedeker à la fin du XIXe siècle. On l'emportait pour savoir quoi voir et quoi regarder.

## Publications
Avant ses voyages :
- 1759 Elegiaca Graeca., fragments d'auteurs antiques accompagnés de notes
- 1763 Marmora Oxoniensia., une magnifique édition des Marbres d'Arundel ou d'Oxford (description de la collection Pomfret de statues, inscriptions et marbres anciens à l'Ashmolean Museum), plus exacte et plus complète que celles qu'en avaient précédemment données John Selden, Humphrey Prideaux et Michael Maittaire.

Après son retour
- Antiquities of Ionia ou Antiquités ioniennes, Londres, 2 vol. in-fol., 1769-1800
- Inscriptiones Antiquae pleraeque nondum editae, collect., Oxford, 1774, in-fol.
- Travels in Asia Minor. : 4 éditions anglaises : Oxford 1775 et 1825, Londres 1776 et 1817
- Travels in Greece., 4 éditions anglaises : Oxford 1776 et 1825, Dublin 1776 et Londres 1817
- Voyages en Asie-Mineure et en Grèce (Traduction en français par J.-P. Servois et Jean-Denis Barbié du Bocage des deux ouvrages Travels in Asia Minor et Travels in Greece), 2 vol. in-4, 1806
- Histoire de Troie (History of Ilium or Troy), Londres, 1802.

## Source partielle
Marie-Nicolas Bouillet  et Alexis Chassang (dir.), « Richard Chandler » dans Dictionnaire universel d’histoire et de géographie, 1878 (lire sur Wikisource)